# James Nachtwey

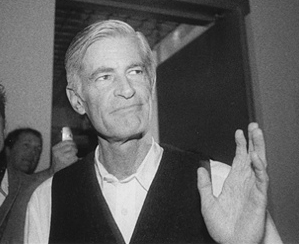
James Nachtwey

James Nachtwey (ur. 14 marca 1948 w Syracuse) – amerykański fotoreporter i fotografik.
Zdjęcia Nachtweya były wystawiane w Europie i Stanach Zjednoczonych. Otrzymał wiele nagród i wyróżnień, w tym nagrodę World Press Photo w 1994 roku a także Robert Capa Gold Medal przyznawany przez Overseas Press Club w 1983, 1984, 1986, 1994 i 1998. 
Szwajcarski reżyser Christian Frei nakręcił o Nachtweyu i jego pracy film dokumentalny Fotograf wojenny (2001). Obraz otrzymał nominację do Oscara dla najlepszego filmu dokumentalnego.